# 100 српских играних филмова (културно добро од великог значаја)
100 српских играних филмова проглашено је 2016. године за национално културно добро од великог значаја. Листу филмова прогласила је Југословенска кинотека, у складу са својим овлашћењима на основу Закона о културним добрима. Избор филмова сачињен је у сарадњи са истакнутим теоретичарима, професорима и критичарима, а обухвата период од првог српског играног филма Карађорђе из 1911. до краја 20. века.
Ово је први пут да Кинотека утврђује статус добра од великог значаја. У два наврата је предложила и добила статус културног добра од изузетног значаја – 1980. године за око 160 кратких документарних филмова и снимака из периода 1904-1945, као и 1991. за целокупни фонд филмске грађе који се тиче српске културе и историје, у којем су била и четири дугометражна играна филма снимљена у Србији пре Другог светског рата.
| бр. | Наслов                                                      | Година | Режија                                    | Сценарио                                                                | Главне улоге | Напомене |
| --- | ----------------------------------------------------------- | ------ | ----------------------------------------- | ----------------------------------------------------------------------- | --- | --- |
| 1   | Живот и дела бесмртног вожда Карађорђа (или само Карађорђе) | 1911   | Чича Илија Станојевић                     | Чича Илија Станојевић, Ћира Манок                                       | Милорад Петровић, Чича Илија Станојевић, Сава Тодоровић, Александар Милојевић, Раја Павловић, Јеврем Божовић, Вукосава Јурковић | Предлог за статус културног добра од изузетног значаја                                                      |
| 2   | Чудотворни мач                                              | 1950   | Југослав Ђорђевић, Војислав Нановић       | Војислав Нановић                                                        | Раде Марковић, Вера Илић-Ђукић, Миливоје Живановић, Марко Маринковић, Михајло Бата Паскаљевић, Милан Ајваз, Љубиша Јовановић | |
| 3   | Ешалон доктора М.                                           | 1955   | Живорад Жика Митровић                     | Живорад Жика Митровић, Душан Жега                                       | Нађа Регин, Северин Бијелић, Маријан Ловрић, Илија Џувалековски, Јанез Врховец | |
| 4   | Велики и мали                                               | 1956   | Владимир Погачић                          | Миодраг Ђурђевић, Живорад Митровић                                      | Бошко Николић, Бранка Пантелић, Бранко Татић, Јозо Лауренчић, Љуба Тадић | |
| 5   | Поп Ћира и поп Спира                                        | 1957   | Софија Соја Јовановић                     | Родољуб Андрић, Софија Соја Јовановић                                   | Јован Гец, Љубинка Бобић, Милан Ајваз, Слободан Перовић, Властимир Ђуза Стојиљковић | по мотивима истоименог хумористичког романа Стевана Сремца                                                  |
| 6   | Суботом увече                                               | 1957   | Владимир Погачић                          | Драгослав Илић                                                          | Зоран Стојиљковић, Радмила Андрић, Милан Срдоч, Павле Вуисић, Дејан Ђуровић | |
| 7   | Сам                                                         | 1959   | Владимир Погачић                          | Владимир Погачић                                                        | Никола Симић, Милан Пузић, Павле Вуисић, Северин Бијелић | |
| 8   | Капетан Леши                                                | 1960   | Живорад Жика Митровић                     | Живорад Жика Митровић                                                   | Александар Гаврић | |
| 9   | Љубав и мода                                                | 1960   | Љубомир Радичевић                         | Ненад Јовичић, Љубомир Радичевић                                        | Беба Лончар, Душан Булајић, Мија Алексић, Миодраг Петровић Чкаља, Јелена Жигон | |
| 10  | Двоје                                                       | 1961   | Александар Саша Петровић                  | Александар Саша Петровић                                                | Беба Лончар, Миха Балох, Милош Жутић, Борислав Радовић, Нада Касапић | |
| 11  | Прекобројна                                                 | 1962   | Бранко Бауер                              | Бранко Бауер, Богдан Јовановић, Крешимир Голик                          | Љубиша Самарџић, Милена Дравић | |
| 12  | Чудна девојка                                               | 1962   | Јован Живановић                           | Југ Гризељ, Гроздана Олујић                                             | Шпела Розин, Воја Мирић, Зоран Радмиловић, Душанка Антонијевић, Димитрије Бугарчић | |
| 13  | Дани                                                        | 1963   | Александар Саша Петровић                  | Бора Ћосић, Душан Матић                                                 | Олга Вујадиновић, Љубиша Самарџић, Вјекослав Афрић, Мирослав Анђелковић, Никола Бјелобрк | |
| 14  | Марш на Дрину                                               | 1964   | Живорад Жика Митровић                     | Арсен Диклић, Живорад Жика Митровић                                     | Александар Гаврић, Љуба Тадић, Никола Јовановић, Владимир Поповић, Хусеин Чокић, Бранко Плеша, Драгомир Бојанић Гидра, Зоран Радмиловић, Љубиша Јовановић | |
| 15  | Човек из храстове шуме                                      | 1964   | Миодраг Мића Поповић                      | Миодраг Мића Поповић                                                    | Мија Алексић, Димитрије Бугарчић, Предраг Ћерамилац, Ксенија Цонић, Никола Гашић, Зоран Јерковић, Тамара Милетић, Божидар Павићевић Лонга, Стеван Петровић, Александар Стојковић, Данило Бата Стојковић, Милоранка Стојковић, Миливоје Томић, Милорад Узелац, Велимир Бата Живојиновић | |
| 16  | Горки део реке                                              | 1965   | Јован Живановић                           | Богдан Јовановић                                                        | Љуба Тадић, Ружица Сокић, Љубомир Станковић, Никола Симић, Павле Вуисић | |
| 17  | Девојка                                                     | 1965   | Младомир Пуриша Ђорђевић                  | Младомир Пуриша Ђорђевић                                                | Милена Дравић, Љубиша Самарџић, Раде Марковић, Мија Алексић, Беким Фехмију | |
| 18  | Три                                                         | 1965   | Александар Саша Петровић                  | Александар Саша Петровић                                                | Велимир Бата Живојиновић, Слободан Перовић, Сенка Велетанлић, Воја Мирић, Драгомир Бојанић Гидра, Мића Томић, Бранислав Цига Јеринић | по приповеци Антонија Исаковића                                                                             |
| 19  | Човек није тица                                             | 1965   | Душан Макавејев                           | Душан Макавејев                                                         | Милена Дравић, Јанез Врховец, Ева Рас, Столе Аранђеловић, Борис Дворник | |
| 20  | Како су се волели Ромео и Јулија?                           | 1966   | Јован Живановић                           | Живорад Лазић                                                           | Шпела Розин, Михаило Миша Јанкетић, Александар Гаврић, Раде Марковић, Здравка Крстуловић | |
| 21  | Повратак                                                    | 1966   | Живојин Павловић                          | Бранимир Тори Јанковић                                                  | Велимир Бата Живојиновић, Снежана Лукић, Душан Цветковић | |
| 22  | Рој                                                         | 1966   | Миодраг Мића Поповић                      | Миодраг Мића Поповић, Борислав Михајловић Михиз, Србољуб Станковић      | Мира Ступица, Раде Марковић, Светолик Никачевић | |
| 23  | Сан                                                         | 1966   | Младомир Пуриша Ђорђевић                  | Младомир Пуриша Ђорђевић                                                | Љубиша Самарџић, Михаило Јанкетић, Оливера Катарина | |
| 24  | Топле године                                                | 1966   | Драгослав Лазић                           | Љубиша Козомара, Гордан Михић                                           | Беким Фехмију, Ана Матић, Душица Жегарац | |
| 25  | Буђење пацова                                               | 1967   | Живојин Павловић                          | Драгољуб Ивков, Љубиша Козомара, Гордан Михић                           | Слободан Перовић | по причи Момчила Миланкова                                                                                  |
| 26  | Јутро                                                       | 1967   | Младомир Пуриша Ђорђевић                  | Младомир Пуриша Ђорђевић                                                | Милена Дравић, Љубиша Самарџић, Мија Алексић | |
| 27  | Кад будем мртав и бео                                       | 1967   | Живојин Павловић                          | Љубиша Козомара, Гордан Михић                                           | Драган Николић, Слободан Алигрудић, Миодраг Андрић, Северин Бијелић, Дара Чаленић, Љубомир Ћипранић | |
| 28  | Љубавни случај или трагедија службенице ПТТ                 | 1967   | Душан Макавејев                           | Бранко Вучићевић, Душан Макавејев                                       | Ева Рас, Слободан Алигрудић, Ружица Сокић, Миодраг Андрић - Љуба Мољац | |
| 29  | Немирни                                                     | 1967   | Војислав Кокан Ракоњац                    | Душан Савковић                                                          | Шпела Розин, Марко Тодоровић, Душица Жегарац, Јанез Врховец, Милена Дравић | |
| 30  | Празник                                                     | 1967   | Ђорђе Кадијевић                           | Ђорђе Кадијевић, Александар Петковић                                    | Јован Јанићијевић Бурдуш, Aнка Зупанц, Душан Јанићијевић, Бата Живојиновић | |
| 31  | Скупљачи перја                                              | 1967   | Александар Саша Петровић                  | Александар Саша Петровић                                                | Беким Фехмију, Оливера Вучо, Велимир Бата Живојиновић | |
| 32  | Биће скоро пропаст света                                    | 1968   | Александар Саша Петровић                  | Александар Саша Петровић                                                | Ани Жирардо, Иван Палих, Мија Алексић, Ева Рас, Драгомир Бојанић Гидра | сарадња са страним продуцентима                                                                             |
| 33  | Делије                                                      | 1968   | Миодраг Мића Поповић                      | Миодраг Мића Поповић                                                    | Љерка Драженовић, Јован Јанићијевић Бурдуш, Данило Бата Стојковић, Мира Ступица, Михаило Илић | |
| 34  | Невиност без заштите                                        | 1968   | Душан Макавејев                           | Душан Макавејев                                                         | | Документарни филм о Драгољубу Алексићу и његовом истоименом филму из 1942. године (први српски звучни филм) |
| 35  | Поход                                                       | 1968   | Ђорђе Кадијевић                           | Бранимир Тори Јанковић                                                  | Слободан Перовић, Jaнез Врховец, Душан Јанићијевић, Северин Бијелић | |
| 36  | Свети песак                                                 | 1968   | Мирослав Мика Антић                       | Мирослав Мика Антић                                                     | Чедомир Михајловић, Тихомир Плескоњић | |
| 37  | Битка на Неретви                                            | 1969   | Вељко Булајић                             | Стеван Булајић, Вељко Булајић, Ратко Ђуровић, Уго Пиро                  | Сергеј Бондарчук, Јул Бринер, Ентони Досон, Милена Дравић, Борис Дворник, Курт Јиргенс, Силва Кошћина, Харди Кригер, Франко Неро, Хаyард Рос, Лојзе Розман, Љубиша Самарџић, Олег Видов, Орсон Велс, Бата Живојиновић, Павле Вуисић                                                    | сарадња са страним продуцентима                                                                             |
| 38  | Вране                                                       | 1969   | Љубиша Козомара, Гордан Михић             | Љубиша Козомара, Гордан Михић                                           | Слободан Перовић, Милан Јелић, Ана Матић | |
| 39  | Заседа                                                      | 1969   | Живојин Павловић                          | Живојин Павловић                                                        | Милена Дравић, Ивица Видовић, Северин Бијелић, Слободан Алигрудић | |
| 40  | Рани радови                                                 | 1969   | Желимир Жилник                            | Желимир Жилник, Бранко Вучићевић                                        | Миља Вујановић, Богдан Тирнанић, Чедомир Радовић, Марко Николић | |
| 41  | Бубашинтер                                                  | 1971   | Милан Јелић (редитељ)                     | Љубиша Козомара, Гордан Михић                                           | Жарко Бајић, Гизела Вуковић, Данило Бата Стојковић, Радмила Савићевић, Драган Радуловић | |
| 42  | Доручак са ђаволом                                          | 1971   | Мирослав Мика Антић                       | Мирослав Мика Антић                                                     | Велимир Бата Живојиновић, Мира Ступица, Мира Анђелковић, Илија Башић, Драгомир Бојанић Гидра | |
| 43  | Мистерије организма (енгл. WR — Mysteries of the Organism)                                | 1971   | Душан Макавејев                           | Душан Макавејев                                                         | Милена Дравић, Ивица Видовић, Јагода Калопер, Тули Купферберг, Зоран Радмиловић, Џеки Кертис, Миодраг Андрић | сарадња са страним продуцентима                                                                             |
| 44  | Млад и здрав као ружа                                       | 1971   | Јован Јовановић                           | Јован Јовановић                                                         | Драган Николић, Марија Бакса, Александар Гаврић, Данило Стојковић | |
| 45  | И Бог створи кафанску певачицу                              | 1972   | Јован Живановић                           | Богдан Јовановић, Душан Перковић, Јован Живановић, Гордан Михић         | Вера Чукић, Бата Живојиновић, Жика Миленковић, Павле Вуисић, Лепа Лукић | |
| 46  | Мајстор и Маргарита (или Маестро и Маргарита)               | 1972   | Александар Саша Петровић                  | Александар Саша Петровић, Барбара Алберти                               | Уго Тоњаци, Мимси Фармер, Ален Куни, Велимир Бата Живојиновић, Павле Вуисић, Фабијан Шоваговић, Љуба Тадић, Ташко Начић, Данило Бата Стојковић | сарадња са страним продуцентима, по истоименом роману Михаила Булгакова                                     |
| 47  | Трагови црне девојке                                        | 1972   | Здравко Рандић                            | Драгољуб Ивков, Живојин Павловић                                        | Павле Вуисић, Борис Дворник, Неда Спасојевић | |
| 48  | Дервиш и смрт                                               | 1974   | Здравко Велимировић                       | Меша Селимовић, Борислав Михајловић Михиз                               | Воја Мирић, Велимир Бата Живојиновић, Борис Дворник, Оливера Катарина, Шпела Розин | међурепубличка сарадња                                                                                      |
| 49  | Ужичка република                                            | 1974   | Живорад Жика Митровић                     | Ана Марија Цар, Арсен Диклић                                            | Борис Бузанчић, Марко Николић, Божидарка Фрајт, Аљоша Вучковић, Раде Шербеџија, Бранко Милићевић, Милутин Мићовић, Неда Арнерић | |
| 50  | Зимовање у Јакобсфелду                                      | 1975   | Бранко Бауер                              | Бранко Бауер, Арсен Диклић, Борислав Гвојић                             | Славко Штимац, Слободан Перовић | |
| 51  | Кичма (енгл. Gasp)                                              | 1975   | Влатко Гилић                              | Влатко Гилић                                                            | Драган Николић, Предраг Лаковић, Мира Бањац, Милутин Бутковић, Станислава Јањић | сарадња са страним продуцентима                                                                             |
| 52  | Салаш у Малом Риту                                          | 1976   | Бранко Бауер                              | Арсен Диклић, Бранко Бауер, Борислав Гвојић                             | Славко Штимац, Миодраг Радовановић | |
| 53  | Чувар плаже у зимском периоду                               | 1976   | Горан Паскаљевић                          | Гордан Михић                                                            | Ирфан Менсур, Гордана Косановић, Данило Бата Стојковић, Мира Бањац, Дара Чаленић | |
| 54  | Бештије                                                     | 1977   | Живко Николић                             | Душан Ковачевић, Живко Николић                                          | Велимир Бата Живојиновић, Виктор Старчић, Радош Бајић, Драгомир Бојанић Гидра, Ева Рас | међурепубличка сарадња                                                                                      |
| 55  | Мирис пољског цвећа                                         | 1977   | Срђан Карановић                           | Срђан Карановић, Рајко Грлић                                            | Љуба Тадић, Александар Берчек, Олга Спиридоновић, Соња Дивац, Богдан Диклић, Бранко Цвејић, Слободан Алигрудић, Чедомир Петровић, Горица Поповић | |
| 56  | Хајка                                                       | 1977   | Живојин Павловић                          | Живојин Павловић                                                        | Раде Шербеџија, Барбара Нилсен, Павле Вуисић, Лазар Ристовски, Слободанка Марковић | по истоименом роману Михаила Лалића                                                                         |
| 57  | Пас који је волео возове                                    | 1977   | Горан Паскаљевић                          | Гордан Михић                                                            | Ирфан Менсур, Светлана Бојковић, Бата Живојиновић | |
| 58  | Специјално васпитање                                        | 1977   | Горан Марковић                            | Мирослав Симић, Горан Марковић                                          | Славко Штимац, Беким Фехмију, Александар Берчек, Љубиша Самарџић | |
| 59  | Квар                                                        | 1978   | Милош Радивојевић                         | Милош Радивојевић, Светозар Влајковић                                   | Александар Берчек, Неда Арнерић, Милена Дравић, Душан Јанићијевић, Љуба Тадић | |
| 60  | Трен                                                        | 1978   | Столе Јанковић                            | Антоније Исаковић, Столе Јанковић                                       | Велимир Бата Живојиновић, Драган Николић, Петер Карстен, Радко Полич, Павле Вуисић | |
| 61  | Земаљски дани теку                                          | 1979   | Горан Паскаљевић                          | Горан Паскаљевић                                                        | Димитрије Вујовић, Мила Кеча, Обран Хелцер, Шарлота Пешић | |
| 62  | Национална класа до 785 ccm                                 | 1979   | Горан Марковић                            | Горан Марковић                                                          | Драган Николић, Богдан Диклић, Горица Поповић, Раде Марковић, Александар Берчек, Оливера Марковић, Воја Брајовић, Бора Тодоровић, Мића Томић, Ирфан Менсур | |
| 63  | Ко то тамо пева                                             | 1980   | Слободан Шијан                            | Душан Ковачевић                                                         | Павле Вуисић, Драган Николић, Данило Бата Стојковић, Александар Берчек, Неда Арнерић, Миливоје Томић | |
| 64  | Мајстори, мајстори                                          | 1980   | Горан Марковић                            | Горан Марковић, Мирослав Симић                                          | Семка Соколовић-Берток, Богдан Диклић, Павле Вуисић, Миодраг Андрић - Љуба Мољац, Александар Берчек, Тања Бошковић, Зоран Радмиловић | међурепубличка сарадња                                                                                      |
| 65  | Петријин венац                                              | 1980   | Срђан Карановић                           | Срђан Карановић, Рајко Грлић, Драгослав Михаиловић                      | Мирјана Карановић, Драган Максимовић, Павле Вуисић, Марко Николић | по истоименом роману Драгослава Михаиловића                                                                 |
| 66  | Сплав медузе                                                | 1980   | Карпо Аћимовић Година                     | Бранко Вучићевић                                                        | Олга Кацијан, Владислава Владица Милосављевић, Борис Комненић | међурепубличка сарадња                                                                                      |
| 67  | Бановић Страхиња                                            | 1981   | Ватрослав Мимица                          | Александар Петровић, Ватрослав Мимица                                   | Франко Неро, Драган Николић, Сања Вејновић, Раде Шербеџија, Коле Ангеловски, Герт Фребе | међурепубличка сарадња                                                                                      |
| 68  | Дечко који обећава                                          | 1981   | Милош Радивојевић                         | Небојша Пајкић, Милош Радивојевић, Богдан Тирнанић                      | Александар Берчек, Ева Дарлан, Дара Џокић, Раде Марковић, Душица Жегарац, Милена Зупанчић, Велимир Бата Живојиновић, Ивана Пејчић | |
| 69  | Пад Италије                                                 | 1981   | Лордан Зафрановић                         | Мирко Ковач, Лордан Зафрановић                                          | Данијел Олбрицки, Ена Беговић, Горица Поповић, Мирјана Карановић | међурепубличка сарадња                                                                                      |
| 70  | Ритам злочина                                               | 1981   | Зоран Тадић                               | Павао Павличић                                                          | Ивица Видовић, Фабијан Шоваговић, Божидарка Фрајт | међурепубличка сарадња                                                                                      |
| 71  | Сезона мира у Паризу (фр. Une saison de paix a Paris)                                 | 1981   | Предраг Голубовић                         | Предраг Голубовић                                                       | Драган Николић, Марија Шнајдер, Ален Нури, Алида Вали, Ерланд Џозефсон | сарадња са страним продуцентима                                                                             |
| 72  | Вариола вера                                                | 1982   | Горан Марковић                            | Горан Марковић, Милан Николић                                           | Раде Шербеџија, Ерланд Јосепхсон, Душица Жегарац, Раде Марковић (глумац) | међурепубличка сарадња                                                                                      |
| 73  | Маратонци трче почасни круг                                 | 1982   | Слободан Шијан                            | Душан Ковачевић                                                         | Богдан Диклић, Данило Бата Стојковић, Павле Вуисић, Мија Алексић, Мића Томић, Јелисавета Сека Саблић, Зоран Радмиловић, Бора Тодоровић | |
| 74  | Нешто између                                                | 1982   | Срђан Карановић                           | Срђан Карановић                                                         | Карис Корфман, Драган Николић, Предраг Мики Манојловић, Соња Савић, Рената Улмански | |
| 75  | Балкан експрес                                              | 1983   | Бранко Балетић                            | Гордан Михић                                                            | Бора Тодоровић, Драган Николић, Тања Бошковић | |
| 76  | Балкански шпијун                                            | 1984   | Душан Ковачевић, Божидар Николић          | Душан Ковачевић                                                         | Данило Бата Стојковић, Мира Бањац, Соња Савић, Звонко Лепетић, Бора Тодоровић | |
| 77  | Варљиво лето ’68                                            | 1984   | Горан Паскаљевић                          | Гордан Михић                                                            | Славко Штимац, Данило Бата Стојковић, Мија Алексић, Сања Вејновић, Ивана Михић, Мира Бањац, Неда Арнерић, Драгана Варагић | |
| 78  | Давитељ против давитеља                                     | 1984   | Слободан Шијан                            | Слободан Шијан, Небојша Пајкић                                          | Ташко Начић, Срђан Шапер, Соња Савић, Никола Симић | |
| 79  | У раљама живота                                             | 1984   | Рајко Грлић                               | Рајко Грлић, Дубравка Угрешић                                           | Горица Поповић, Витомира Лончар, Велимир Бата Живојиновић, Богдан Диклић | међурепубличка сарадња, према роману Дубравке Угрешић Штефица Цвек у раљама живота                          |
| 80  | Чудо невиђено                                               | 1984   | Живко Николић                             | Синиша Павић, Љиљана Павић                                              | Савина Гершак, Драган Николић, Боро Беговић, Петар Божовић, Ташко Начић | међурепубличка сарадња, по причи Живка Николића                                                             |
| 81  | Бал на води                                                 | 1985   | Јован Аћин                                | Јован Аћин                                                              | Гала Виденовић, Милан Штрљић, Небојша Бакочевић, Драган Бјелогрлић, Горан Радаковић, Срђан Тодоровић | |
| 82  | Живот је леп                                                | 1985   | Боро Драшковић                            | Боро Драшковић, Маја Драшковић                                          | Раде Шербеџија, Соња Савић, Драган Николић, Павле Вуисић, Љубиша Самарџић, Предраг Лаковић | према новели Александра Тишме                                                                               |
| 83  | Јагоде у грлу                                               | 1985   | Срђан Карановић                           | Срђан Карановић                                                         | Бранко Цвејић | |
| 84  | Отац на службеном путу                                      | 1985   | Емир Кустурица                            | Абдулах Сидран                                                          | Морено де Бартоли, Мики Манојловић, Мирјана Карановић, Мустафа Надаревић, Мира Фурлан, Павле Вуисић, Ева Рас | међурепубличка сарадња                                                                                      |
| 85  | Лепота порока                                               | 1986   | Живко Николић                             | Живко Николић                                                           | Мира Фурлан, Милутин Караџић, Петар Божовић | |
| 86  | Лијепе жене пролазе кроз град                               | 1986   | Желимир Жилник                            | Желимир Жилник, Мирослав Мандић                                         | Љуба Тадић, Светолик Никачевић, Никола Милић, Рахела Ферари, Вјеран Миладиновић Мерлинка | међурепубличка сарадња                                                                                      |
| 87  | Већ виђено (фр. Deja vu)                                           | 1987   | Горан Марковић                            | Горан Марковић                                                          | Мустафа Надаревић, Аница Добра, Петар Божовић, Милорад Мандић Манда | сарадња са страним продуцентима                                                                             |
| 88  | Случај Хармс                                                | 1987   | Слободан Д. Пешић                         | Слободан Д. Пешић, Бранислав Црнчевић, Јован Марковић, Александар Ћирић | Младен Андрејевић, Абдула Азиновић, Мирослав Буковчић | |
| 89  | Како је пропао рокенрол                                     | 1989   | Зоран Пезо, Владимир Славица, Горан Гајић | Александар Баришић, Бранко Вукојевић, Биљана Максић                     | Срђан Тодоровић, Велимир Бата Живојиновић, Соња Савић, Бранимир Брстина, Небојша Бакочевић, Аница Добра, Бранко Ђурић Ђуро, Весна Тривалић, Богдан Диклић, Драган Бјелогрлић, Слободан Нинковић, Душан Којић                                                                           | међурепубличка сарадња                                                                                      |
| 90  | Сабирни центар                                              | 1989   | Горан Марковић                            | Горан Марковић                                                          | Раде Марковић, Богдан Диклић, Аница Добра, Драган Николић | међурепубличка сарадња, по књизи Душана Ковачевића                                                          |
| 91  | Сеобе                                                       | 1989   | Александар Саша Петровић                  | Александар Саша Петровић                                                | Автандил Махарадзе, Изабел Ипер, Драган Николић, Предраг Мики Манојловић, Раде Марковић | сарадња са страним продуцентима, по истоименом роману Милоша Црњанског                                      |
| 92  | Вирџина                                                     | 1991   | Срђан Карановић                           | Срђан Карановић                                                         | Марта Келер, Миодраг Кривокапић, Ина Гогалова | међурепубличка и сарадња са страним продуцентима                                                            |
| 93  | Ми нисмо анђели                                             | 1992   | Срђан Драгојевић                          | Срђан Драгојевић, Исидора Бјелица                                       | Никола Којо, Милена Павловић, Бранка Катић, Срђан Тодоровић, Урош Ђурић, Соња Савић, Весна Тривалић, Зоран Цвијановић, Мики Манојловић, Богдан Диклић, Станислава Пешић, Војка Ћордић-Чавајда, Бојан Жировић                                                                           | |
| 94  | Тито и ја                                                   | 1992   | Горан Марковић                            | Горан Марковић                                                          | Димитрије Војнов, Лазар Ристовски, Мики Манојловић, Аница Добра, Оливера Марковић, Богдан Диклић, Љиљана Драгутиновић, Раде Марковић | сарадња са страним продуцентима                                                                             |
| 95  | Подземље (енгл. Underground)                                           | 1995   | Емир Кустурица                            | Душан Ковачевић                                                         | Предраг Мики Манојловић, Лазар Ристовски, Мирјана Јоковић | сарадња са страним продуцентима                                                                             |
| 96  | Лепа села лепо горе                                         | 1996   | Срђан Драгојевић                          | Вања Булић, Срђан Драгојевић, Биљана Максић, Никола Пејаковић           | Марко Ковијанић, Милорад Мандић Манда, Никола Којо, Никола Пејаковић, Петар Божовић, Драган Бјелогрлић, Драган Максимовић, Драган Петровић, Драган Зарић, Бата Живојиновић | |
| 97  | Буре барута                                                 | 1998   | Горан Паскаљевић                          | Дејан Дуковски, Горан Паскаљевић, Филип Давид, Зоран Андрић             | Предраг Мики Манојловић, Мирјана Карановић, Мирјана Јоковић, Лазар Ристовски, Небојша Глоговац | |
| 98  | Ране                                                        | 1998   | Срђан Драгојевић                          | Срђан Драгојевић                                                        | Душан Пекић, Милан Марић Шваба | сарадња са страним продуцентима                                                                             |
| 99  | Црна мачка, бели мачор                                      | 1998   | Емир Кустурица                            | Гордан Михић, Емир Кустурица                                            | Срђан Тодоровић, Бајрам Северџан, Бранка Катић, Флоријан Ајдини, Љубица Аџовић | сарадња са страним продуцентима                                                                             |
| 100 | Нож                                                         | 1999   | Мирослав Лекић                            | Мирослав Лекић, Слободан Стојановић, Игор Бојовић                       | Жарко Лаушевић, Бојана Маљевић, Александар Берчек, Љиљана Благојевић, Петар Божовић | по истоименом роману Вука Драшковића                                                                        |